# DSM (компания)
DSM — нидерландская химическая компания, производит ингредиенты для пищевой, фармацевтической, автомобильной и других отраслей. Штаб-квартира компании расположена в городе Херлен (провинция Лимбург, Нидерланды). В списке крупнейших компаний мира Forbes Global 2000 за 2021 год заняла 790-е место (1032-е по размеру выручки, 1103-е по чистой прибыли, 1575-е по активам и 609-е по рыночной капитализации).

## История
На начало XX века добыча угля в Нидерландах, как и весь энергетический сектор экономики страны, находилась под контролем иностранных компаний. В 1902 году была создана государственная компания Dutch State Mines (DSM, «Голландские государственные шахты»). Активы компании включали 4 шахты в провинции Лимбург и 2 коксохимических завода. С 1929 года компания начала производить азотистые удобрения, позже и другие химикаты. К 1970 году все угольные шахты в Нидерландах были закрыты, компании пришлось осваивать другие направления деятельности, такие как производство пластмасс, а также выходить на рынки других стран — США, Мексики, Бразилии, Бельгии, ФРГ. В 1989 году началась приватизация DSM.
Став в 1990-х годах публичной компанией, DSM сделала приоритетным направлением разработку новых веществ для фармацевтической, пищевой и автомобильной отраслей. В 1996 году были куплены компании Chemie Linz (Австрия) и Deretil (Испания). В 1998 году за 1,3 млрд долларов была куплена нидерландская компания Royal Gist-brocades, производитель антибиотиков и пищевых добавок. В 2000 году за 800 тыс. долларов была куплена калифорнийская компания Catalytica Pharmaceuticals. В 2002 году за 2 млрд долларов было продано подразделение нефтехимической продукции, покупателем стала компания из Саудовской Аравии SABIC.

## Деятельность
Основные подразделения по состоянию на 2021 год:
- DSM Nutrition — производство кормов для животных, ингредиентов для пищевой промышленности (напитков, пищевых добавок, детского питания), а также для фармацевтической, косметической и парфюмерной отраслей; выручка 7,03 млрд евро.
- DSM Materials — изготовление материалов для производителей автомобилей, электроники, потребительских товаров (различные виды упаковочных материалов, защитных покрытий); выручка 1,94 млрд евро.

Географическое распределение выручки за 2021 год:
- Нидерланды — 4 %;
- Швейцария — 2 %;
- остальная Европа — 28 %;
- Северная Америка — 21 %;
- Латинская Америка — 13 %;
- Китай — 13 %;
- остальная Азия — 16 %.